# Hamengkubuwono III

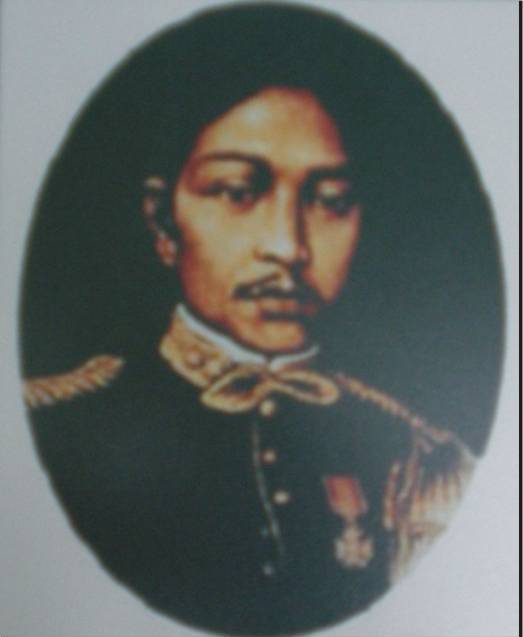
Hamengkoeboewono III

Hamengkubuwono III was de derde sultan of koning van Yogyakarta. Deze Javaanse vorst uit de dynastie der sultans van Yogyakarta werd op 20 februari 1769, in de kraton van Surakarta geboren en was de door de Nederlanders geïnstalleerde prins-regent van het koninkrijk Yogyakarta van 31 december 1810 tot 28 december 1811. Zijn vader werd afgezet en Hamengkubuwono III regeerde van 20 juni 1812 tot 3 november 1814 als "zelfbestuurder" in zijn aan de Vereenigde Oostindische Compagnie onderworpen koninkrijk.
De volledige titel van de vorst was Zijne Hoogheid Sampeyan Dalam ingkang Sinuhun Kanjeng Sri Sultan Hamengkubuwono III Senapati ing Alaga Ngah 'Abdu'l-Rahman Saiyid ud-din Panatagama Khalifatu'llah ingkang Yumeneng Kaping [Sultan Raja], sultan van Yogyakarta.
De dynastie van de Kartasura in Yogyakarta en Surakarta was door opvolgingsoorlogen en strijd met de Nederlandse kolonisator verdeeld geraakt. De agnaten bestreden elkaar en waren een speelbal van de Nederlanders.
Zijn moeder was de eerste vrouw van zijn polygame vader, Bandara Radin Ayu Adipati Sepu/Gusti Kanjeng Ratu Kedhaton.
Hij huwde 29 maal en liet na zeven jaar polygaam huwelijk twaalf zonen en twintig dochters na.
De oudste zoon, Bandara Radin Mas Mustahar, later Bandara Radin Mas Antavirya en na 1812 Bandara Pangeran Arya Dipo Negoro, werd op 11 november 1785 geboren als zoon van Hamengkubuwono III en diens eerste koningin Mangkuravati (1770-1852). Deze Dipo Negoro kon niet leven met de onderworpen status van de ooit zo machtige keizerlijke heersers over Mataram en het grootste deel van Java, Hij kwam op 15 augustus 1825 in opstand tegen de Nederlanders en werd die dag uitgeroepen tot Sultan Ngah 'Abdu'l Hamid Eru Chakra Kabir ul-Mukminin Saiyid ud-din Panatagama Jawa Khalifat Rasu'llah. In deze titel komt het begrip "kalief" of "heerser der gelovigen" voor. De jonge vorst wilde de 'ongelovige' Nederlanders verdrijven en op Java een mohammedaans rijk stichten. Het lukte de Nederlandse regering om Dipo Negoro tijdens de Java-oorlog te verslaan en zij stuurden de gevangengenomen rebel in ballingschap naar Makassar. Dipo Negoro liet 17 zoons en vijf dochters na.
Hamengkubuwono III stierf in de kraton op 3 november 1814 en werd opgevolgd door zijn tienjarige tiende zoon Gusti Bandara Radin Mas Bagus, na 1812 als kroonprins Kanjeng Gusti Pangeran Adipati Anum Amangku Negara Sudibya Rajaputra Nalendra ing Mataram geheten, uit het huwelijk met de tweede koningin, Radin Ayu Adipati Anum/Gusti Kanjeng Ratu Ibu Suri/Gusti Kanjeng Ratu Kinchan/Gusti Kanjeng Ratu Agung. Hamengkubuwono III werd bijgezet in een van de mausolea op de heilige "sneeuwberg" Imagiri.